# Dickie Dale
Richard H. Dale (Frampton, 25 aprile 1927 – Bonn, 30 aprile 1961) è stato un pilota motociclistico britannico.

## Carriera
Per quanto riguarda le competizioni del motomondiale, ha debuttato nella classe 350 nella prima rassegna iridata, in occasione del GP dell'Ulster concluso al 6º posto, appena al di fuori della zona punti.
Ha partecipato poi a gran premi sino al motomondiale 1960, utilizzando motociclette delle più disparate case motociclistiche: Benelli, Moto Guzzi, Gilera, MV Agusta, AJS, Norton, NSU, MZ e BMW.
Ha gareggiato in tutte le classi e vinto in totale due gran premi; nel 1955 e 1956 si è classificato 2 volte vicecampione del mondo nella classe 350 guidando una Moto Guzzi e piazzandosi in entrambe le occasioni alle spalle del compagno di squadra Bill Lomas.
Dale conquistò l'affermazione più importante della sua carriera il 22 aprile 1957, con la vittoria nella classe regina alla prestigiosa Coppa d'oro Shell, in sella alla Moto Guzzi 500 8C.
Tra le altre sue vittorie anche quella nella North West 200 nel 1951.
Perì nel 1961 durante una competizione in Classe 500 al Nürburgring (e dopo aver vinto nella stessa la gara delle 350) e a nulla è valso il suo trasferimento all'ospedale di Bonn dove è deceduto in seguito alle ferite.

## Risultati nel motomondiale

### Classe 250
| 1950 | Classe | Moto    |  |    |    |   |  |  |  |  |  | Punti | Pos. |
| ---- | ------ | ------- |  | -- | -- | - |  |  |  |  |  | ----- | ---- |
| 1950 | 250    | Benelli |  | NE | NE | 3 |  |  |  |  |  | 4     | 5º   |

| 1958 | Classe | Moto |  |  |    |     |  |   |  |  |  | Punti | Pos. |
| ---- | ------ | ---- |  |  | -- | --- |  | - |  |  |  | ----- | ---- |
| 1958 | 250    | NSU  |  |  | NE | Rit |  | 6 |  |  |  | 1     | 18º  |

| 1959 | Classe | Moto    |    |  |  |   |    |   |   |     |  | Punti | Pos. |
| ---- | ------ | ------- | -- |  |  | - | -- | - | - | --- |  | ----- | ---- |
| 1959 | 250    | Benelli | NE |  |  | - | NE | 6 | - | Rit |  | 1     | 16º  |

| 1960 | Classe | Moto |    |  |  |  |   |  |  |  |  | Punti | Pos. |
| ---- | ------ | ---- | -- |  |  |  | - |  |  |  |  | ----- | ---- |
| 1960 | 250    | MZ   | NE |  |  |  | 4 |  |  |  |  | 3     | 11º  |

| Legenda | 1º posto        | 2º posto            | 3º posto            | A punti      | Senza punti        | Grassetto – Pole position Corsivo – Giro più veloce |
| Legenda | Gara non valida | Non qual./Non part. | Ritirato/Non class. | Squalificato | '-' Dato non disp. | Grassetto – Pole position Corsivo – Giro più veloce |

### Classe 350
| 1949 | Classe | Moto |  |  |  |  |   |  |  |  |  | Punti | Pos. |
| ---- | ------ | ---- |  |  |  |  | - |  |  |  |  | ----- | ---- |
| 1949 | 350    | AJS  |  |  |  |  | 6 |  |  |  |  | 0     |      |

| 1950 | Classe | Moto         |   |  |  |   |  |   |  |  |  | Punti | Pos. |
| ---- | ------ | ------------ | - |  |  | - |  | - |  |  |  | ----- | ---- |
| 1950 | 350    | AJS e Norton | 7 |  |  | 6 |  | 4 |  |  |  | 4     | 9º   |

| 1955 | Classe | Moto       |    |   |  |  |  |   |     |   |  | Punti | Pos. |
| ---- | ------ | ---------- | -- | - |  |  |  | - | --- | - |  | ----- | ---- |
| 1955 | 350    | Moto Guzzi | NE | 2 |  |  |  | 3 | Rit | 1 |  | 18    | 2º   |

| 1956 | Classe | Moto       |  |   |  |   |   |   |  |  |  | Punti | Pos. |
| ---- | ------ | ---------- |  | - |  | - | - | - |  |  |  | ----- | ---- |
| 1956 | 350    | Moto Guzzi |  | 6 |  | 3 | 2 | 2 |  |  |  | 17    | 2º   |

| 1958 | Classe | Moto   |     |  |    |   |  |  |  |  |  | Punti | Pos. |
| ---- | ------ | ------ | --- |  | -- | - |  |  |  |  |  | ----- | ---- |
| 1958 | 350    | Norton | Rit |  | 10 | 6 |  |  |  |  |  | 1     | 15º  |

| 1959 | Classe | Moto |  |     |  |    |    |   |   |     |  | Punti | Pos. |
| ---- | ------ | ---- |  | --- |  | -- | -- | - | - | --- |  | ----- | ---- |
| 1959 | 350    | AJS  |  | Rit |  | NE | NE | 4 | 4 | Rit |  | 6     | 7º   |

| 1960 | Classe | Moto   |   |     |    |    |    |   |   |  |  | Punti | Pos. |
| ---- | ------ | ------ | - | --- | -- | -- | -- | - | - |  |  | ----- | ---- |
| 1960 | 350    | Norton | - | Rit | 14 | NE | NE | 5 | 4 |  |  | 5     | 8º   |

| Legenda | 1º posto        | 2º posto            | 3º posto            | A punti      | Senza punti        | Grassetto – Pole position Corsivo – Giro più veloce |
| Legenda | Gara non valida | Non qual./Non part. | Ritirato/Non class. | Squalificato | '-' Dato non disp. | Grassetto – Pole position Corsivo – Giro più veloce |

### Classe 500
| 1950 | Classe | Moto   |   |   |     |  |   |   |  |  |  | Punti | Pos. |
| ---- | ------ | ------ | - | - | --- |  | - | - |  |  |  | ----- | ---- |
| 1950 | 500    | Norton | 7 | 9 | Rit |  | 4 | 6 |  |  |  | 4     | 11º  |

| 1953 | Classe | Moto   |     |     |   |    |   |  |   |   |   | Punti | Pos. |
| ---- | ------ | ------ | --- | --- | - | -- | - |  | - | - | - | ----- | ---- |
| 1953 | 500    | Gilera | Rit | Rit | 6 | NE | 8 |  | 7 | 2 | 3 | 11    | 7º   |

| 1954 | Classe | Moto      |  |   |    |  |   |    |  |   |   | Punti | Pos. |
| ---- | ------ | --------- |  | - | -- |  | - | -- |  | - | - | ----- | ---- |
| 1954 | 500    | MV Agusta |  | 7 | AN |  | 5 | 20 |  | 4 | 1 | 13    | 4º   |

| 1955 | Classe | Moto       |     |  |  |  |  |  |   |  |  | Punti | Pos. |
| ---- | ------ | ---------- | --- |  |  |  |  |  | - |  |  | ----- | ---- |
| 1955 | 500    | Moto Guzzi | Rit |  |  |  |  |  | 3 |  |  | 4     | 12º  |

| 1957 | Classe | Moto       |   |   |  |  |  |  |  |  |  | Punti | Pos. |
| ---- | ------ | ---------- | - | - |  |  |  |  |  |  |  | ----- | ---- |
| 1957 | 500    | Moto Guzzi | 4 | 4 |  |  |  |  |  |  |  | 6     | 8º   |

| 1958 | Classe | Moto |    |   |   |   |   |   |   |  |  | Punti | Pos. |
| ---- | ------ | ---- | -- | - | - | - | - | - | - |  |  | ----- | ---- |
| 1958 | 500    | BMW  | 10 | 5 | 5 | 5 | 2 | 6 | 4 |  |  | 13    | 4º   |

| 1959 | Classe | Moto |   |     |     |   |   |    |   |     |  | Punti | Pos. |
| ---- | ------ | ---- | - | --- | --- | - | - | -- | - | --- |  | ----- | ---- |
| 1959 | 500    | BMW  | 4 | Rit | Rit | 4 | 8 | NE | 7 | Rit |  | 6     | 8º   |

| 1960 | Classe | Moto   |  |   |   |    |   |   |   |  |  | Punti | Pos. |
| ---- | ------ | ------ |  | - | - | -- | - | - | - |  |  | ----- | ---- |
| 1960 | 500    | Norton |  | 5 | 6 | 12 | 4 | 7 | 9 |  |  | 6     | 8º   |

| Legenda | 1º posto        | 2º posto            | 3º posto            | A punti      | Senza punti        | Grassetto – Pole position Corsivo – Giro più veloce |
| Legenda | Gara non valida | Non qual./Non part. | Ritirato/Non class. | Squalificato | '-' Dato non disp. | Grassetto – Pole position Corsivo – Giro più veloce |